# Sylvania (Arkansas)
Sylvania es un área no incorporada ubicada en el condado de Lonoke en el estado estadounidense de Arkansas.

## Geografía
Sylvania se encuentra ubicada en las coordenadas 34°58′20″N 91°55′43″O / 34.97222, -91.92861.